# MIRC Scripting Language
De mIRC Scripting Language, meestal afgekort naar 'mSL', is de scripttaal van mIRC, een populaire IRC-client voor Windows.

## Hoofddoel
- Kanaal- en persoonlijke bescherming tegen allerlei aanvallen (Flooding, Spam, CTCP verzoeken, etc)
- Dialogen maken (Uitbreidingen van het programma)
- Een IRC-bot ontwikkelen om automatische services aan te bieden in een specifiek kanaal (Gebruikelijke services zijn onder andere het beheren van kanalen en entertainment zoals trivia)
- Eigen commando's om handelingen te vereenvoudigen, zoals het automatisch inloggen na het verbinden met een server.

## Scriptbestanden
De scripts worden opgeslagen als normale tekst, meestal met de extensie .mrc of als INI bestanden. De extensie maakt niet uit voor het inlezen, en kan dus elke extensie zijn.
Er kunnen meerdere scriptbestanden tegelijk ingeladen worden, maar dit heeft als risico dat de er conflicten kunnen optreden.

## Functionaliteit
MIRC-scripting maakt gebruik van een aparte syntaxis. Een voordeel van mIRC is dat alle functies en mogelijkheden beschreven staan in de Help Sectie. Deze Help sectie is te benaderen via F1 of door /help te typen. De helpsectie is momenteel alleen Engelstalig.
- mIRC-functies worden aangeroepen door middel van een $
- mIRC-variabelen worden onderscheiden door middel van een %

### Bestanden bewerken
- Scripts kunnen bestanden lezen met het commando: $read(bestand, parameters).
- Scripts kunnen schrijven naar bestanden met het commando: /write.

## Voorbeelden
De voorbeelden hieronder worden in je remote editor geplaatst (ALT + R).
Hier is een voorbeeld van het bekende Hello World. (Gebruikt door /hallo te schrijven)
```
;Hiermee maak je het commando /hallo aan
alias hallo {
 ;Met behulp van echo weergeef je tekst in het scherm (de -a parameter plaatst de tekst in het actieve scherm)
 ;Deze tekst is alleen zichtbaar voor jou
 echo -a Hello World!
}

```

Een remote script event handler:
```
;Deze regel begroet iedereen die het kanaal #help binnen komt met het bericht: Hallo [naam van de gebruiker]
on *:join:#help: { msg $chan Hallo $nick }

;Wanneer je dit voor ieder kanaal wil doen, geef je geen kanaalnaam op (Alleen een #)
on *:join:#: { msg $chan Hallo $nick }

```

Een remote script dat automatisch reageert op een specifieke tekst:
```
;Wanneer een gebruiker in een kanaal de tekst Hallo! schrijft, reageer je automatisch met: Hallo [naam van de gebruiker]!
on *:text:Hallo!:#:{ msg $chan Hallo $nick $+ ! }

;Wanneer je automatisch wil reageren op een privé bericht, vervang je # voor een ?
on *:text:Hallo!:?: { msg $nick Hallo $nick $+ ! }

```